# Rémusz bácsi

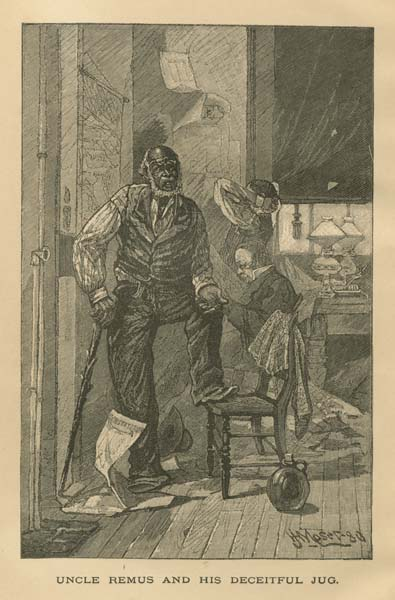
Rémusz bácsi dalai és történetei: A régi ültetvények folklórja
Írta: Joel Chandler Harris, Frederick S. Church és James H. Moser illusztrációival (1881)

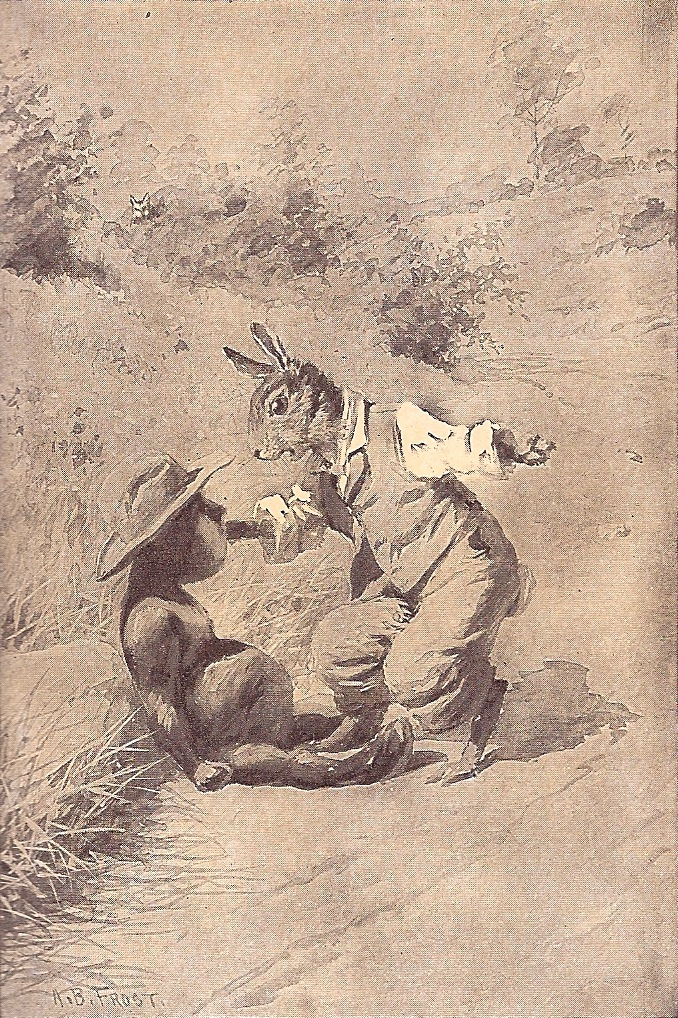
A Nyúl, amint pofon vágja a szurokbabát és hozzáragad

Rémusz bácsi (angolul Uncle Remus) kitalált szereplő, a Joel Chandler Harris által összegyűjtött és először 1881-ben könyv formájában publikált afroamerikai népmesegyűjtemény narrátora. Harris, az atlantai újságíró végül összesen hét „Rémusz bácsi”-könyvet adott ki.

## Jellemzői
A gyűjtemény a Dél-Egyesült Államokban élő feketék közt gyűjtött állatmesékből, dalokból és a szájhagyomány útján megőrzött folklórdarabokból állt. Sok történet Aiszóposz vagy La Fontaine állatmeséihez hasonlóan didaktikus jellegű. Maga Rémusz bácsi egy kedves, öreg, fekete rabszolga, aki a köré gyűlő fehér gyerekeknek meséli el a történeteket.
A történeteket Harris „Deep South”-nak nevezett (=mély déli), rabszolgák által használt nyelvjárásban írta. Műfajuk az állatmese vicces változata.
Maga az angol uncle („bácsi”, vagy „bátya”) szó az amerikai Dél fehérek használta nyelvében az idős feketék lekezelő, gyakran rasszista tónusú megszólítása volt, amit ma már sokan sértőnek éreznek (ld. még Tamás bátya).
A történetek főhőse a Nyúl, az angol eredetiben Brer Rabbit (Brer a „testvér” jelentésű brother szó nyelvjárási változata; a rabbit jelentése: nyúl, tehát: „Nyúl Testvér”) szeretetreméltó csínytevő, aki folyton bajba kerül, gyakran „Róka Testvérrel”, vagy „Medve Testvérrel” szemben, de mindig kivágja magát. A nyúl már az afrikai népi történetekben is kedvelt, eszes lényként jelenik meg.
Az állatmesék nem rasszista jellegűek és nagy népszerűségre tettek szert, az 1960-as évek polgárjogi mozgalma közepette azonban sok fekete a narrátor „bátya” sztereotípiáját lekezelőnek érezte. Tiltakozást váltott ki az is, hogy a bevezetőben Harris ugyancsak lekezelő hangnemet alkalmazott a feketékkel szemben és védelmébe vette a rabszolgaságot, ez sokak szemében elfogadhatatlanná tette a könyvet, ami népszerűségének jelentős megcsappanásához vezetett.

## Magyarországon
Magyarországon 1967-ben készítettek egy 13 részes bábfilmsorozatot Rémusz bácsi meséi címmel, melynek az epizódjait élőszereplős előjáték vezette be, illetve zárta le.

### Magyar szövegkiadások
- Joel Chandler Harris: Rémusz bácsi meséi, válogatta: Dégh Linda, feldolgozta: Vázsonyi Endre és Reich Károly, Móra, Budapest, 1963
- Joel Chandler Harris: Rémusz bácsi meséi, válogatta: Dégh Linda, feldolgozta: Vázsonyi Endre és Reich Károly, 2. felújított kiadás, Móra, Budapest, 1989